# Sibaya-See

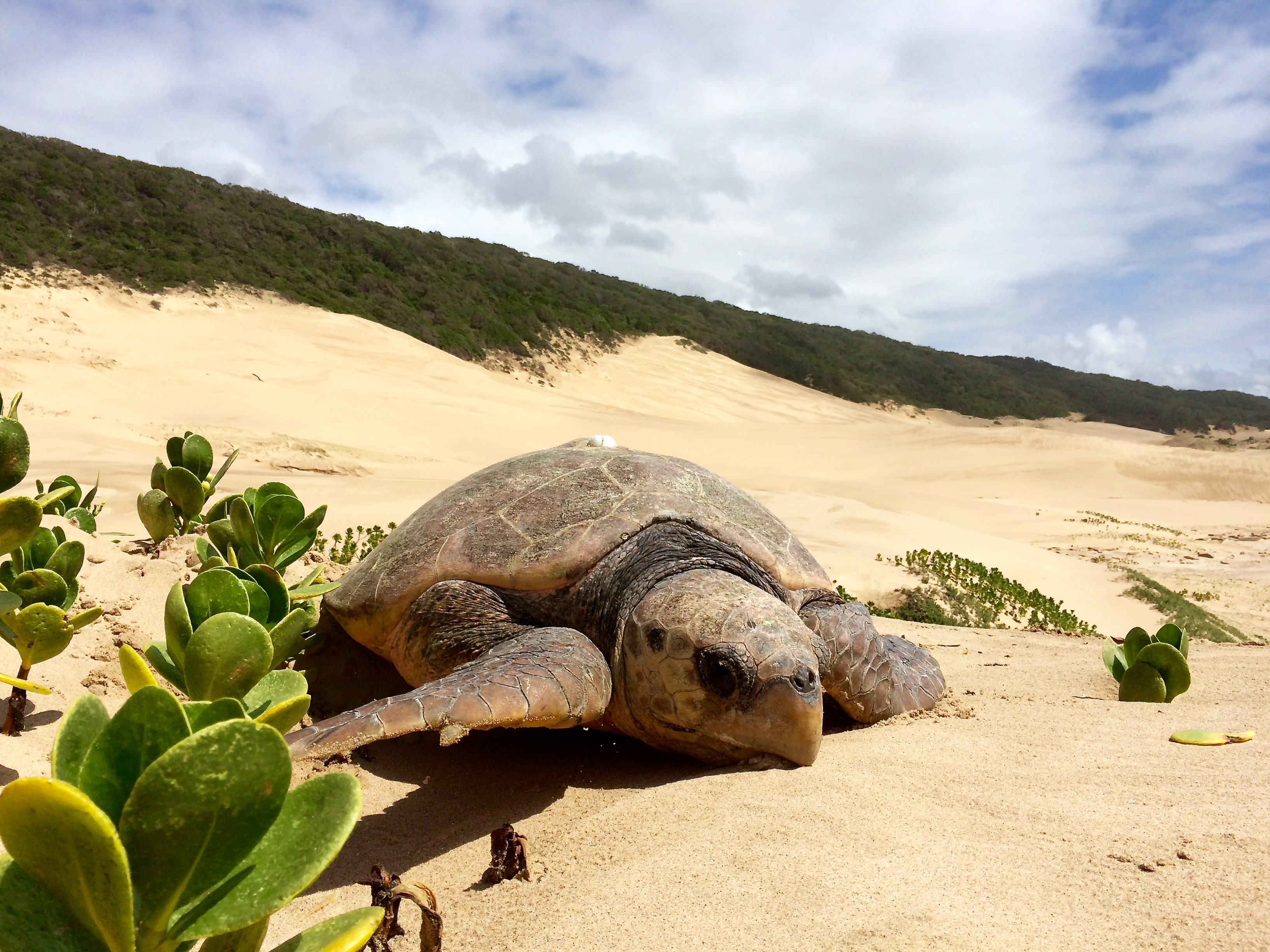
Schildkröte Lepidochelys olivacea in den Sanddünen am See

Der Sibaya-See (englisch Lake Sibaya oder Lake Sibhayi) ist der größte natürliche Süßwassersee in Südafrika.
Der Name ist von isibaya abgeleitet und entstammt dem Sprachschatz von isiZulu. Damit ist „Viehstall“, „Gehege“ oder „Kreis“ gemeint. Die von hügeligen Landflächen umschlossene Lagune vermittelte den Zulu-Viehhaltern dem landschaftlichen Eindruck nach eine natürliche Form von „Stall“.

## Beschreibung
Der See liegt in der Provinz KwaZulu-Natal rund 45 Kilometer von der Grenze zu Mosambik entfernt. Vom Meer wird er durch einen zwei Kilometer breiten Landstreifen getrennt.
Vermutlich entstand der See aus einer Lagune, die durch Sandablagerungen vom Meer abgetrennt wurde.

## Flora und Fauna
Im See gibt es größere Populationen von Flusspferden und Krokodilen. 279 Vogelarten wurden im und am See gezählt, davon 60 dort brütende Arten. Daneben gibt es 22 Froscharten und acht Reptilienarten. Die „kletternde“ Orchidee Vanilla roscheri findet man in Südafrika nur dort; der Ruderfußkrebs Tropocylops brevis ist hier endemisch.